# 赵志冰
赵志冰（1939年2月—2005年6月15日），女，山东青岛人，中国政治人物，曾任济南市副市长、市人大常委会副主任。第八、九届全国人大代表。

## 生平
1956年9月入上海同济大学建筑系城市规划专业学习。1961年9月毕业后，历任济南市规划建设局规划设计室技术员、助理工程师、工程师。1984年9月，任济南市城市规划管理处副总工程师。同年12月，任济南市规划局总工程师（副局级）。1993年3月，在济南市第十一届人民代表大会第一次会议上当选为济南市副市长，分管教育、文化、卫生、体育、旅游等方面的工作。1996年11月加入中国农工民主党。1997年1月，任中国农工民主党济南市委副主委；同年5月任中国农工民主党济南市委主委；同年7月任中国农工民主党山东省委副主委。1998年2月，当选济南市人大常委会副主任。2003年2月，任中国农工民主党济南市委名誉主委。曾任山东省第七届人大常委会委员，第八、九届全国人民代表大会代表，第五届全国科协委员，第六届全国妇女代表大会代表，济南市科协名誉主席。2005年6月15日在济南病逝。
2000年曾提出“为了子孙后代，立即全面清理电子游戏厅，整顿电话信息台”的号召。